# Hemorragia de Duret
Se conoce como hemorragia de Duret a un tipo de hemorragia cerebral que tiene lugar en el tronco cerebral, es consecuencia de una hernia cerebral y se produce sobre todo en casos de hernia del uncus hipocampal. La hernia cerebral puede deberse a muchas causas, y una de las más frecuentes es la existencia de un traumatismo craneoencefálico previo severo.
La hemorragia de Duret se cree que está causada por la rotura de las arterias perforantes cerebrales, debido a distensión de las mismas en caso de hernia cerebral. Suele observarse en la resonancia magnética nuclear en forma de focos esféricos de varios milímetros de diámetro situados en el tronco cerebral. Se trata de un proceso grave o fatal que puede provocar la muerte del paciente por lesionar los centros vitales del tronco cerebral.
Debe su nombre al neurólogo francés Henri Duret (1849–1921) que fue el primero en describirla. 